# Resistência Galega
Resistência Galega (en español: Resistencia Gallega) es una organización armada de Galicia, de ideología independentista, socialista, feminista y ecologista. Está considerada una organización terrorista por, entre otros tribunales e instituciones, la Audiencia Nacional, el Tribunal Supremo, la Junta de Galicia, el Gobierno de España, el Parlamento de Galicia, el Congreso de los Diputados, el Senado y la Europol.
Sus objetivos principales son bancos; multinacionales; empresas energéticas; las Fuerzas y Cuerpos de Seguridad del Estado; empresas relacionadas con la turistificación; obras de impacto ambiental; partidos políticos, sindicatos y medios de comunicación españolistas; empresas de trabajo temporal e inmobiliarias. Según un estudio de la UCM (Universidad Complutense de Madrid), solo entre 2001 y el primer trimestre de 2013 se produjeron 137 atentados y 97 detenciones relacionadas con Resistência Galega. La Policía Nacional la considera, a fecha del 2013 y junto al yihadismo, «la principal amenaza terrorista en España».
Publicó su primer manifiesto en 2005. Es sucesora de varias organizaciones armadas que operaron en Galicia desde los años 1970: el frente militar de la UPG (Uniom do Povo Galego, Unión del Pueblo Gallego), la LAG (Liga Armada Galega, Liga Armada Gallega), LAR (Loita Armada Revolucionária, Lucha Armada Revolucionaria) y el EGPGC (Exército Guerrilheiro do Povo Galego Ceive, Ejército Guerrillero del Pueblo Gallego Libre).
Sin embargo, diversos periodistas, politólogos y partidos políticos ponen en duda su existencia sobre la base de la falta de evidencia de una organización o una dirección conocida, acusaciones poco consistentes, falta de atentados reivindicados en su nombre, etc.
En junio de 2019, la Guardia Civil detuvo a sus presuntos líderes, Antón García Matos, alias Toninho, y Asunción Losada Camba, que llevaban 13 años en la clandestinidad.

## Entramado según fuentes policiales

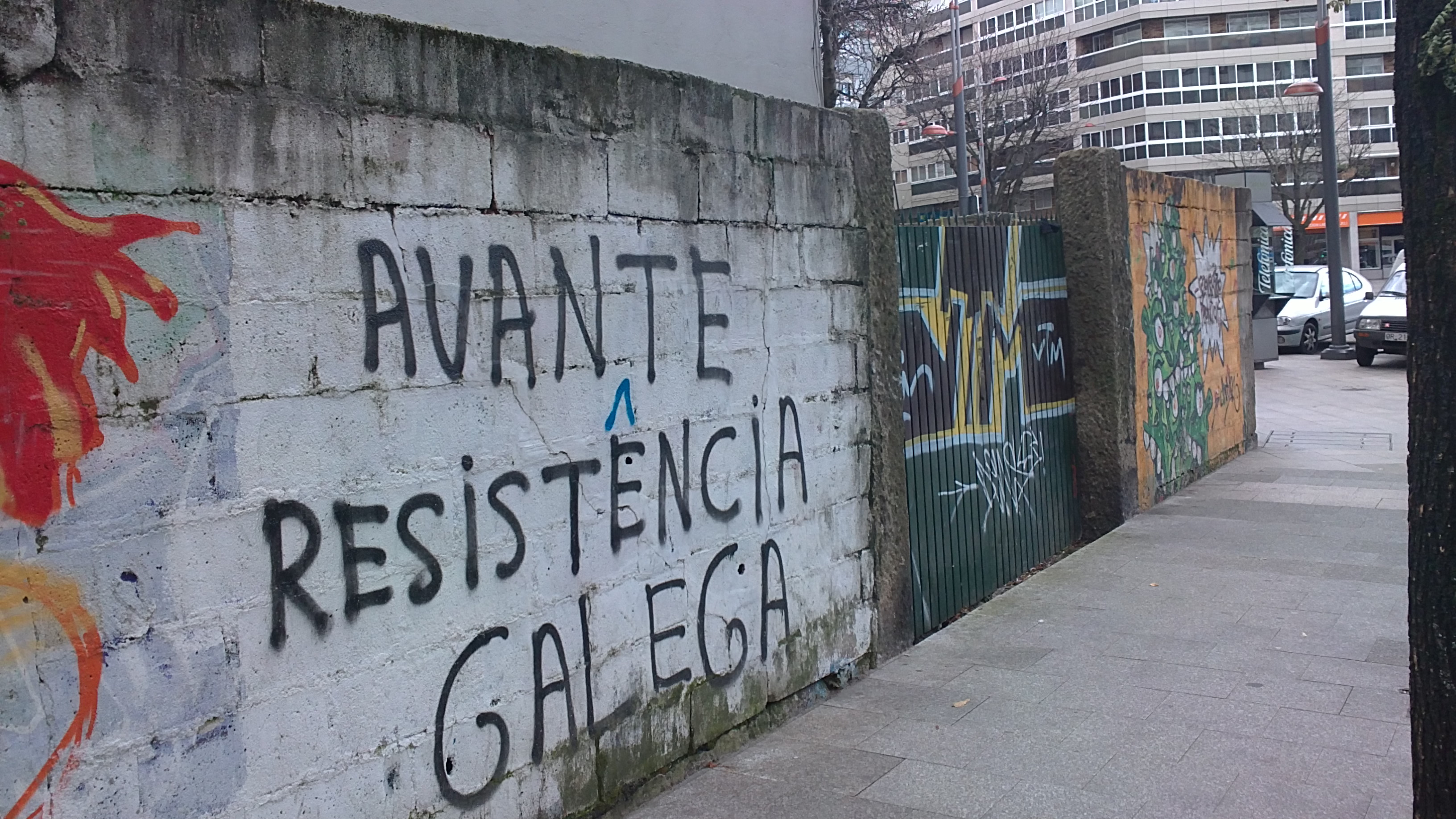
Grafiti en apoyo a Resistencia Galega en Vigo.

Según la Audiencia Nacional y las Fuerzas y Cuerpos de Seguridad del Estado, la estructura de RG estaría configurada del siguiente modo:
- La OLN (Organizaçom para a Liberaçom Nacional, Organización para la Liberación Nacional) estaría configurada como el partido, la vanguardia.
- RG sería la organización armada como tal. Antiguos dirigentes de la AMI (Assembleia da Mocidade Independentista, Asamblea de la Juventud Independentista) completarían la cúpula. El escalón inmediatamente inferior estaría integrado por los militantes con más antigüedad. Contaría con los siguientes aparatos: militar (formado por varios comandos), elaboración de explosivos, falsificación de documentos, financiación y captación. Tendría una base en Portugal.[28]
- A tareas de captación también se dedicaría la AMAL (Agrupaçom de Montanha Águas Limpas, Agrupación de Montaña Aguas Limpias), que igualmente realizaría atentados.

Otras organizaciones habían sido vinculadas por fuentes policiales a Resistencia Galega, pero dicha vinculación no fue acreditada por la Audiencia Nacional:
- La Assembleia da Mocidade Independentista (AMI) fue acusada de ser la cantera de Resistência Galega, sin embargo, la Audiencia Nacional sentenció en 2014 que esta acusación no estaba probada.[29]
- Causa Galiza sería la plataforma de masas. En 2015, la Brigada Antiterrorista de la Guardia Civil detuvo a nueve de sus dirigentes que posteriormente puestos en libertad. En 2016, la Audiencia Nacional suspendió durante un año a esta organización política, habiendo retomado sus actividades pasado dicho período.[30] En 2019 la Audiencia Nacional retiró la acusación de vinculación con banda armada[31] y Causa Galiza acudió al día nacional de Galicia como una organización política legal.[32] En 2020 la Audiencia Nacional sentenció que esta organización no tenía vinculación personal u organizativa con RG, ni que hubiese enaltecido el terrorismo, y que su propósito fundacional era promocionar la lengua gallega y todo el patrimonio natural, social y cultural de Galicia, desde una óptica política independentista.[33]
- Ceivar (Liberar) fue acusada de estar vinculada a Resistencia Galega y de apoyar el terrorismo, dado que había mostrado solidaridad con presos independentistas gallegos y denunciado la represión, además de contar con abogados encargados de la defensa de los acusados. Sin embargo, la Audiencia Nacional sentenció en diciembre de 2020 que no habría vínculo alguno con la organización terrorista y que esta no había realizado enaltecimiento del terrorismo.[33]

Según la Guardia Civil ha mantenido relaciones con otras organizaciones terroristas españolas como ETA y los GRAPO, con Grupos Anarquistas Coordinados y grupos pro Palestina de la zona de Monforte y Cangas do Morrazo.

## Controversia sobre la existencia de Resistencia Galega
Voces como la del profesor Carlos Taibo, el filósofo Santiago Alba Rico, o el político y profesor Xosé Manuel Beiras, asociaciones independentistas[cita requerida] y los partidos políticos AGE y BNG que ponen en duda la existencia de Resistencia Galega sobre la base de lo que entienden que son acusaciones poco consistentes, falta de atentados reivindicados en su nombre, ni detenidos que hayan afirmado pertenecer a la organización, además de atribuciones de actos a Resistencia Galega luego desmentidos o varios archivos de causas contra detenidos. Estas voces consideran que se tratan de maniobras de invención o inflado para criminalizar la disidencia política. Además, el juez Ramón Sáez Valcárcel de la Audiencia Nacional emitió un voto particular en el que consideraba que la existencia de la organización no había sido probada.